# Lloyd Doesburg
Lloyd Doesburg (Paramaribo, 29 april 1960 – bij Zanderij, 7 juni 1989) was een Surinaams-Nederlands voetballer die als doelman in zijn carrière achtereenvolgens uitkwam voor Elinkwijk, Vitesse, Excelsior en Ajax. Bij Vitesse verwierf hij de bijnaam de kat.

## Loopbaan
Doesburg, die in Suriname geboren was, speelde in de jeugd van het Utrechtse Elinkwijk. In 1977 werd hij door Han Berger voor FC Utrecht gecontracteerd voor het seizoen 1977/78. Hij debuteerde echter niet in het eerste team en keerde in 1978 terug bij Elinkwijk waar hij de vaste doelman werd in het eerste team. In 1981 ging hij naar Vitesse waarvoor hij 149 competitiewedstrijden speelde in de Eerste divisie. In het seizoen 1986/87 speelde Doesburg op huurbasis voor Excelsior waarvoor hij debuteerde in de Eredivisie.
In augustus 1987 werd hij door Ajax overgenomen van Vitesse. Hij concurreerde met Erik de Haan om de positie als tweede doelman achter Stanley Menzo, en kwam niet verder dan vijf wedstrijden (vier in de Eredivisie en één bekerwedstrijd). De laatste wedstrijd die Doesburg speelde was op 27 maart 1989.
Met het Nederlands voetbalelftal onder 18 nam hij als reservedoelman deel aan het Europees kampioenschap voetbal onder 18 - 1978.

## SLM-ramp
Als enige afgevaardigde van de Nederlandse topclubs ging Doesburg op 7 juni 1989 mee naar Suriname om daar met het Kleurrijk Elftal vriendschappelijke duels af te werken tegen SV Boxtel, SV Robinhood en SV Transvaal. De wedstrijden werden uiteindelijk nooit gespeeld omdat de DC-8 van de Surinaamse Luchtvaart Maatschappij verongelukte in de jungle bij vliegveld Zanderij. 176 inzittenden (waarvan 14 spelers van het Kleurrijk Elftal inclusief Doesburg en de coach) kwamen om. Er waren uiteindelijk maar elf overlevenden, waarvan drie spelers.

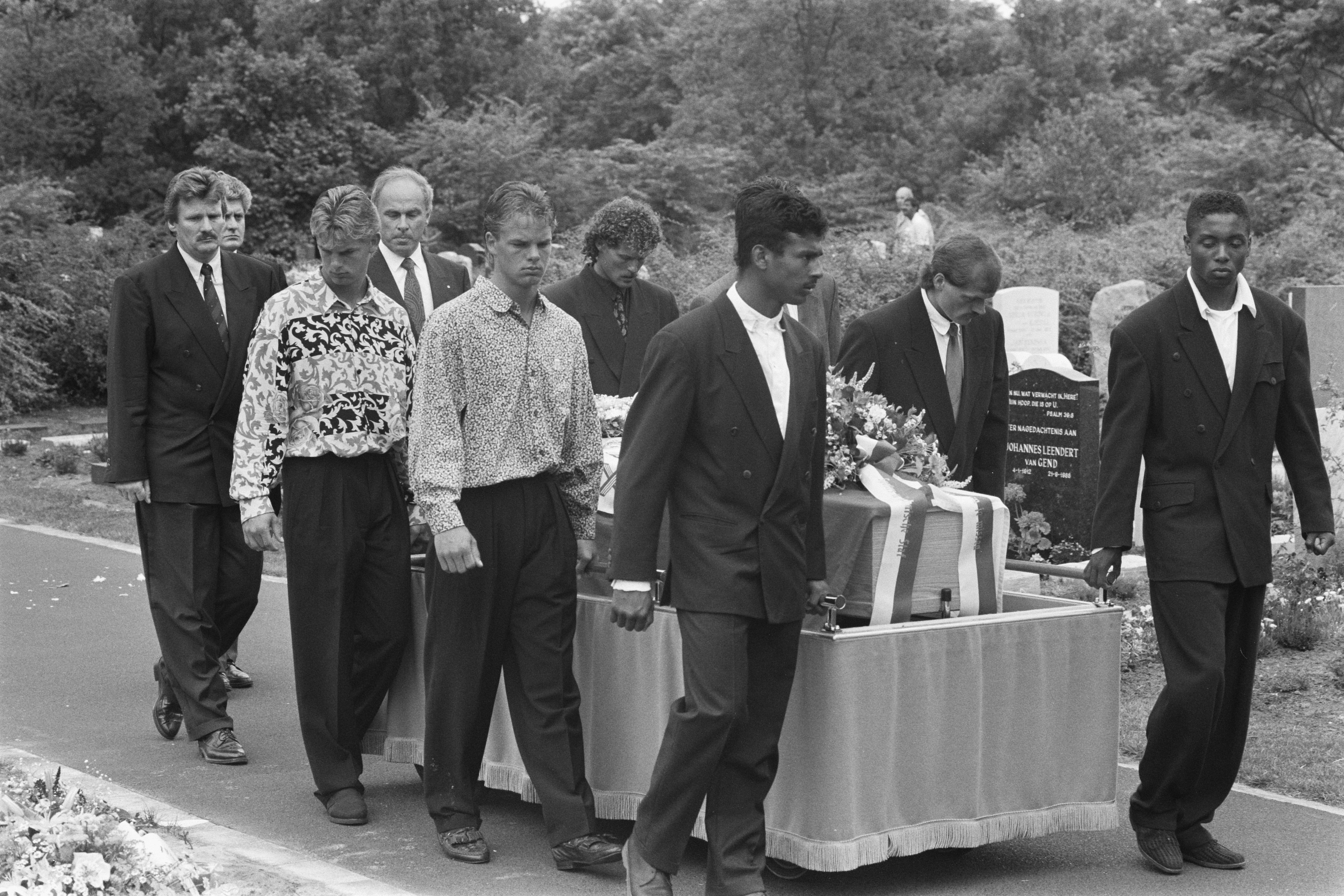
Uitvaart in Utrecht van Lloyd Doesburg.

Op 22 juni 1989 werd Doesburg begraven in het bijzijn van een groot deel van de selectie van Ajax 1 (onder wie Jan Wouters, Stanley Menzo, Aron Winter, Danny Blind, Bryan Roy, Dennis Bergkamp en Ronald en Frank de Boer).

## Dennis Bergkamp
Tijdens het wereldkampioenschap voetbal in 1994 werd een vliegtuig, waarin zich de voltallige selectie van het Nederlands elftal bevond, ontruimd vanwege een bommelding. Buiten in de brandende zon werd Dennis Bergkamp herinnerd aan zijn vrienden die hij verloor bij de SLM-ramp (onder wie Lloyd Doesburg). Hierdoor ontstond, naar eigen zeggen, zijn vliegangst.

## Penaltybokaal
Jaarlijks vindt op 1 januari bij VV Unicum in Lelystad de strijd plaats om een penaltybokaal. Doesburg stond 1 januari 1989 op doel in de finale hiervan. Na de vliegramp gaat de bokaal door het leven als de Lloyd Doesburg penaltybokaal.  De herinnering aan hem houdt Unicum levend middels de jaarlijkse inzet om die wisselbokaal. 